# Ivanyčský rajón
Ivanyčský rajón (ukrajinsky Іваничівський район) byl rajón ve Volyňské oblasti na Ukrajině. Hlavním městem bylo Ivanyči a rajón měl přibližně 32 tisíc obyvatel. 

## Sídla v rajónu
- Ivanyči